# جائزة جمعية ديترويت لنقاد السينما لأفضل فلم
جائزة جمعية ديترويت لنقاد السينما لأفضل فيلم (بالإنجليزية: Detroit Film Critics Society Award for Best Film) جائزة سنوية تمنحها جمعية ديترويت لنقاد السينما لتكريم أفضل فيلم تم إنتاجه في ذلك العام.

## الأفلام الفائزة
- 2007: لا بلد للعجائز (الإخراج: جويل وإيثان كوين)[3]
- 2008: المليونير المتشرد (الإخراج: داني بويل)[4]
- 2009: فوق (الإخراج: بيت دوكتر)[5]
- 2010: الشبكة الاجتماعية (الإخراج: ديفيد فينشر)[6]
- 2011: الفنان (الإخراج: ميشيل هازانافيسيوس)[7]
- 2012: المعالجة بالسعادة (الإخراج: ديفيد أو. راسل)[8]
- 2013: هي (الإخراج: سبايك جونز)[9]
- 2014: صبا (الإخراج: ريتشارد لينكلاتر)[10]
- 2015: سبوت لايت (الإخراج: توم مكارثي)[11]
- 2016: لا لا لاند (الإخراج: داميان شازيل)[12]
- 2017: مشروع فلوريدا (الإخراج: شون بيكر)[13]
- 2018: الصف الثامن (الإخراج: بو بورنهام)[14]
- 2019: طفيلي (الإخراج: بونغ جوان هو)[15]

## وصلات خارجية
جائزة جمعية ديترويت لنقاد السينما لأفضل فيلم
جائزة جمعية ديترويت لنقاد السينما لأفضل فيلم
جائزة جمعية ديترويت لنقاد السينما لأفضل فيلم
جائزة جمعية ديترويت لنقاد السينما لأفضل فيلم
جائزة جمعية ديترويت لنقاد السينما لأفضل فيلم